# Atlas21
Atlas21 (アトラスにじゅういち, romanizado: Atorasu Nijūichi), anteriormente conocido como VIP, es una compañía japonesa de comercialización y distribución de cine pornográfico, con sede en Tokio (Japón).

## Historia

### VIP
La compañía audiovisual VIP Enterprise (VIPエンタープライズ) se fundó en junio de 1981 y publicó su primer vídeo, titulado Women's Toilet Series (女子便所シリーズ), en diciembre de ese mismo año, lo que la convirtió en una de las primeras empresas de vídeo para adultos establecidas en Japón. El estudio continuó su producción en 1982 con obras que incluían temas sadomasoquistas y escatológicos. En 1983, la empresa cambió su nombre de VIP Enterprise a VIP Incorporated. En 1985, el estudio ya utilizaba actrices con cierta experiencia en el mundo del espectáculo, como Anri Inoue, que debutó en AV con VIP en agosto de 1985 con el vídeo Venus With Teardrops (ヴィーナスの滴り).
El acontecimiento más importante en la historia de la empresa en la década de 1980 fue el debut de Hitomi Kobayashi en 1986 con su vídeo Forbidden Relationship. Con su estilo y aspecto, Kobayashi fue un factor importante en la introducción del concepto de ídolo audiovisual en la incipiente industria japonesa del vídeo para adultos, y, como AV Idol aportó unas ventas extraordinarias a VIP. En febrero de 1987, Nao Saejima debutó con la empresa. Otra de las primeras estrellas de VIP fue Rui Sakuragi, que debutó en abril de 1989 con el nombre de Masako Ichinose, pero adoptó el nombre de Sakuragi un año después.

### Stella / Atlas21
En enero de 1990, se constituyó una nueva compañía audiovisual, Stella, como filial de VIP y, cuatro años más tarde, en mayo de 1994, el nombre de la compañía cambió de Stella a Atlas21. En julio de ese año, la compañía había sufrido una importante reorganización, y el nombre y la etiqueta de VIP se abandonaron en favor del nombre y la etiqueta Atlas21. También se introdujeron dos nuevos sellos, "OZ" y "SAURS", como parte del nuevo nombre del estudio Atlas21.
En algún momento antes de 1997, Atlas21 se unió al grupo de empresas Kuki, que, además, quedó conformado por Alice Japan, Max-A, Media Station (Cosmos Plan), Big Morkal y Sexia. Fueron, en su momento, la mayor familia de empresas audiovisuales de Japón. Junto con las demás empresas del grupo Kuki, Atlas21 pertenecía a la organización ética voluntaria denominada Nihon Ethics of Video Association (NEVA). Entre las actrices AV Idol destacadas que aparecieron en vídeos de Atlas21 a finales de la década de 1990 se encontraban Asami Jō, Jun Kusanagi, Yuri Komuro, Madoka Ozawa y Bunko Kanazawa.

### Historia reciente
En agosto de 1998, la empresa resucitó el nombre VIP como una empresa subsidiaria independiente, Video Information Products Inc. Además de las anteriores estrellas de Atlas21, Ai Kurosawa y Bunko Kanazawa, la nueva VIP también contó con actrices como Akira Watase, Nao Oikawa, Naho Ozawa y Riko Tachibana.
En 2005, la empresa Atlas21 declaró un capital de 13 millones de yenes (unos 130 000 dólares estadounidenses) y contaba con 11 empleados. Tanto Atlas21 como VIP cesaron la producción de nuevos productos de vídeo para adultos en diciembre de 2006. Desde su sitio web oficial, la empresa da acceso a otro sitio que ofrece descargas de muchos de los primeros vídeos clásicos producidos por la empresa, incluidas obras de Hitomi Kobayashi, Rui Sakuragi y Ai Iijima. El sello VIP es utilizado ahora por Media Bank (メディアバンク, Media Banku), otra empresa de producción audiovisual, que lleva emitiendo vídeos bajo este sello desde al menos 2001.

## Sellos
Atlas21
Además del sello Atlas, el estudio también utilizó:
- Gaia
- Oz
- Saurs

VIP
Además del sello VIP, también se utilizaron:
- Chao
- Dios
- Ribon

## Directores
Entre los directores que han trabajado con VIP o Atlas figuran:
- Kunihiro Hasegawa
- Katsuyuki Hirano
- Masato Ishioka
- Kei Morikawa
- Yukihiko Shimamura
- Akira Takatsuki

## Actrices
Algunas de los AV Idols más famosas del porno japonés han actuado para Atlas21, entre ellas:
- Hotaru Akane
- Minori Aoi
- Ami Ayukawa
- Mari Ayukawa
- Ai Iijima
- Asami Jō
- Bunko Kanazawa
- Sakurako Kaoru
- Mariko Kawana
- Hitomi Kobayashi
- Yuri Komuro
- Aika Miura
- Ran Monbu
- Nozomi Momoi
- Kyoko Nakajima
- Nao Oikawa
- Nao Saejima
- Rui Sakuragi
- Riko Tachibana
- Akira Watase
- Maria Yumeno